# Tetrakeria
× Tetrakeria, (abreviado Ttka) en el comercio, es un híbrido intergenérico entre los géneros de orquídeas Barkeria × Tetramicra. Fue publicado en Orchid Rev. 86(1025) cppo: 8 (1978).